# Abelmoschus hostilis
Abelmoschus hostilis är en malvaväxtart som först beskrevs av Nathaniel Wallich och Maxwell Tylden Masters, och fick sitt nu gällande namn av Mohammad Mohan Salar Khan och M.S.Hussain. Abelmoschus hostilis ingår i släktet Abelmoschus och familjen malvaväxter. Inga underarter finns listade i Catalogue of Life.